# Altruna z Chamu
Altruna z Chamu, Alruna (ur. 990 w Bawarii, zm. 1045) – pustelnica, święta chrześcijańska.
Urodziła się w 990 roku w Bawarii. Pochodziła z rodziny szlacheckiej. Po śmierci męża hrabiego wyrzekła się życia dworskiego i została pustelnicą przy klasztorze bendyktynek w Niederaltaich. Zmarła w roku 1045.
W ikonografii przedstawiany jest w stroju pustelnicy lub habicie benedyktyńskim. Atrybutem świętej jest korona u jej stóp nawiązująca do wyrzeczenia się po śmierci męża życia dworskiego i doczesnych dóbr tego świata.